# Rosà
Rosà é uma comuna italiana da região do Vêneto, província de Vicenza, com cerca de 12.519 habitantes. Estende-se por uma área de 24 km², tendo uma densidade populacional de 522 hab/km².

## Demografia
| Variação demográfica do município entre 1861 e 2011                               |
|                                                                                   |
| Fonte: Istituto Nazionale di Statistica (ISTAT) - Elaboração gráfica da Wikipedia |